# Linia kolejowa nr 277
Linia kolejowa nr 277 – zelektryfikowana, jedno- i dwutorowa, pierwszorzędna linia kolejowa łącząca Opole Groszowice ze stacją Wrocław Brochów. Przebiega przez województwa dolnośląskie i opolskie oraz przez powiaty wrocławski, oławski, brzeski i opolski. Linia jest wykorzystywana przez pociągi towarowe i osobowe. Zaliczona do linii o znaczeniu państwowym.
W czerwcu 2017 roku ogłoszono przetarg na powstanie dokumentacji projektowej do przebudowy linii. W marcu 2018 wybrano wykonawcę, jednak w lipcu tego samego roku odstąpiono od podpisania umowy w związku z rządowymi planami budowy Centralnego Portu Komunikacyjnego, ponieważ pierwotna koncepcja zakładała rewitalizację linii jednotorowej do prędkości 100 km/h. W związku z ogłoszeniem planów budowy CPK PKP PLK zdecydowała o zmianie koncepcji linii nr 277 na linię dwutorową o prędkości 160 km/h.
1 października 2022, po zakończeniu remontu znajdujących między Siechnicami a Czernicą dwóch mostów i dwóch wiaduktów, wznowiono ruch na odcinku Wrocław Brochów – Jelcz Miłoszyce. Prace te miały na celu poprawę stanu technicznego i przygotowanie do ewentualnej budowy drugiego toru.

## Bibliografia

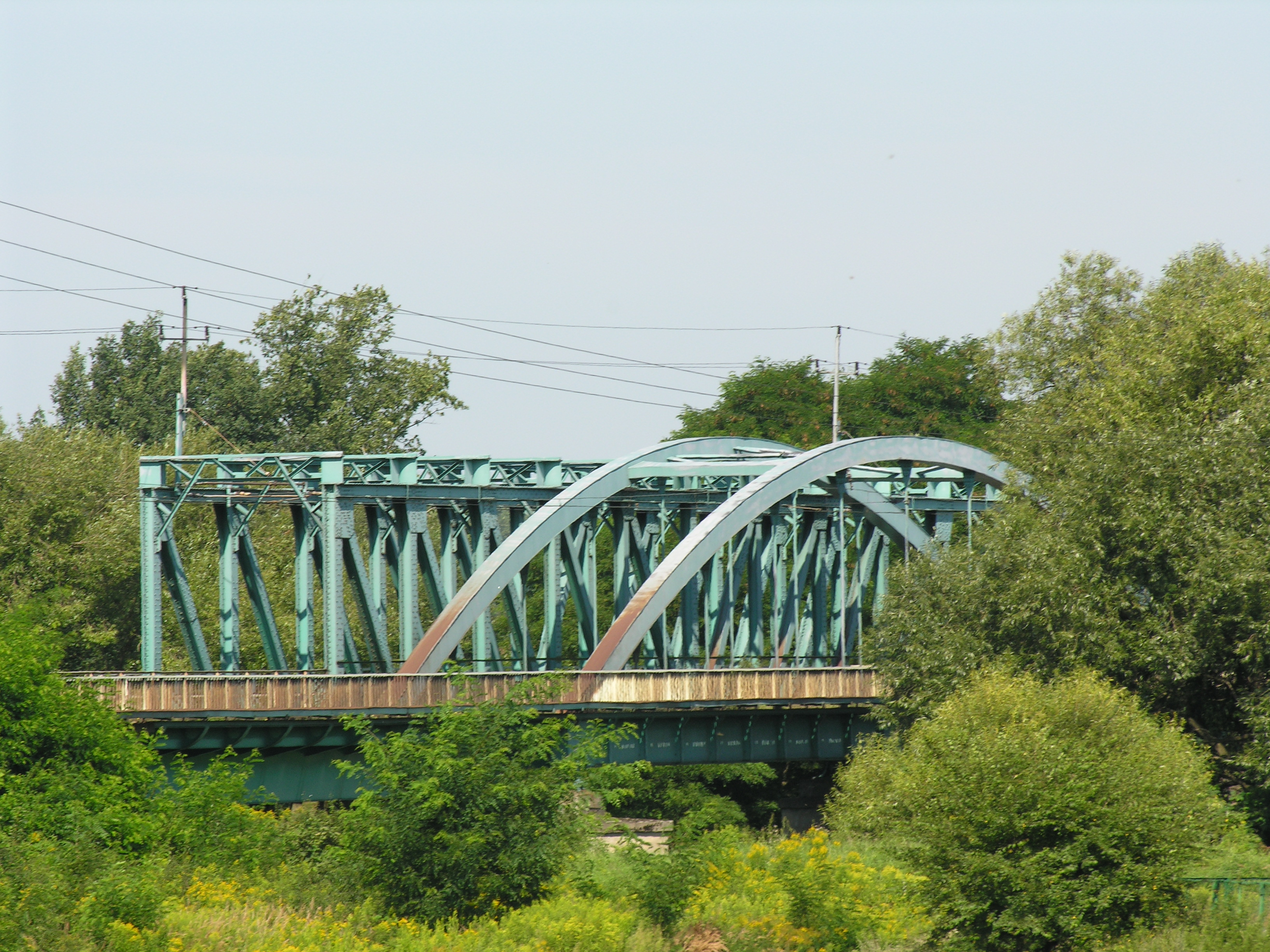
Most kolejowy w Czarnowąsach na Małej Panwi